# Matricaria discoidea
Matricaria discoidea (Хамоміла запашна як Chamomilla suaveolens Ромашка пахуча) — вид трав'янистих рослин родини айстрові (Asteraceae). Етимологія: лат. discoidea — «дископодібний».

## Опис
Однорічна ароматична трав'яниста рослина (1)4–40(50) см заввишки. Стебел 1–10+, як правило, прямі або висхідні, іноді стеляться, гіллясті від основи. Листові пластинки (5)10–65(85) × 2–20 мм. Голова дископодібна, 4–50 мм. Віночки зеленувато-жовті, 1.1–1.3 мм. Однонасінні плоди від блідо-коричневого до жовто-коричневого забарвлення, 1.15–1.5 мм, ребра білі. 2n = 18.

## Поширення

### Батьківщина
Російська Федерація — Далекий Схід, Канада, США, Гренландія, Сен-П'єр і Мікелон.

### Середовище проживання
Відкриті майданчики, голі ділянки, порушені сільські або міські пустирі, узбіччя, залізниці, пішохідні доріжки, культивовані й занедбані поля та сади, береги струмків, канав.

### Натуралізація
Північна Африка: Марокко, Азорські острови; Азія: Японія, Китай, Росія, Вірменія, Грузія, Туреччина, Бутан; Австралія; Нова Зеландія; Європа: Білорусь, Естонія, Латвія, Литва, Молдова, Росія, Україна, Австрія, Бельгія, Чехія, Німеччина, Угорщина, Нідерланди, Польща, Словаччина, Швейцарія, Данія, Фарерські острови, Фінляндія, Ісландія, Ірландія, Норвегія, Швеція, Велика Британія, Болгарія, Хорватія, Греція, Італія, Македонія, Румунія, Сербія, Словенія, Франція, Португалія, Іспанія; Мексика — Баха-Норте, Чьяпас; Південна Америка: Гватемала, Аргентина, Чилі.
В Україні вид зростає на полях і луках, краях доріг і в посівах — на всій території.

## Використання
Рослини їстівні й використовуються в салатах (хоча можуть стати гіркими, коли рослина цвіте) і для трав'яного чаю. Також використовується в лікувальних цілях, в тому числі для полегшення шлунково-кишкових розладів, при інфікованих ранах, гарячці та післяпологовій анемії.

## Галерея

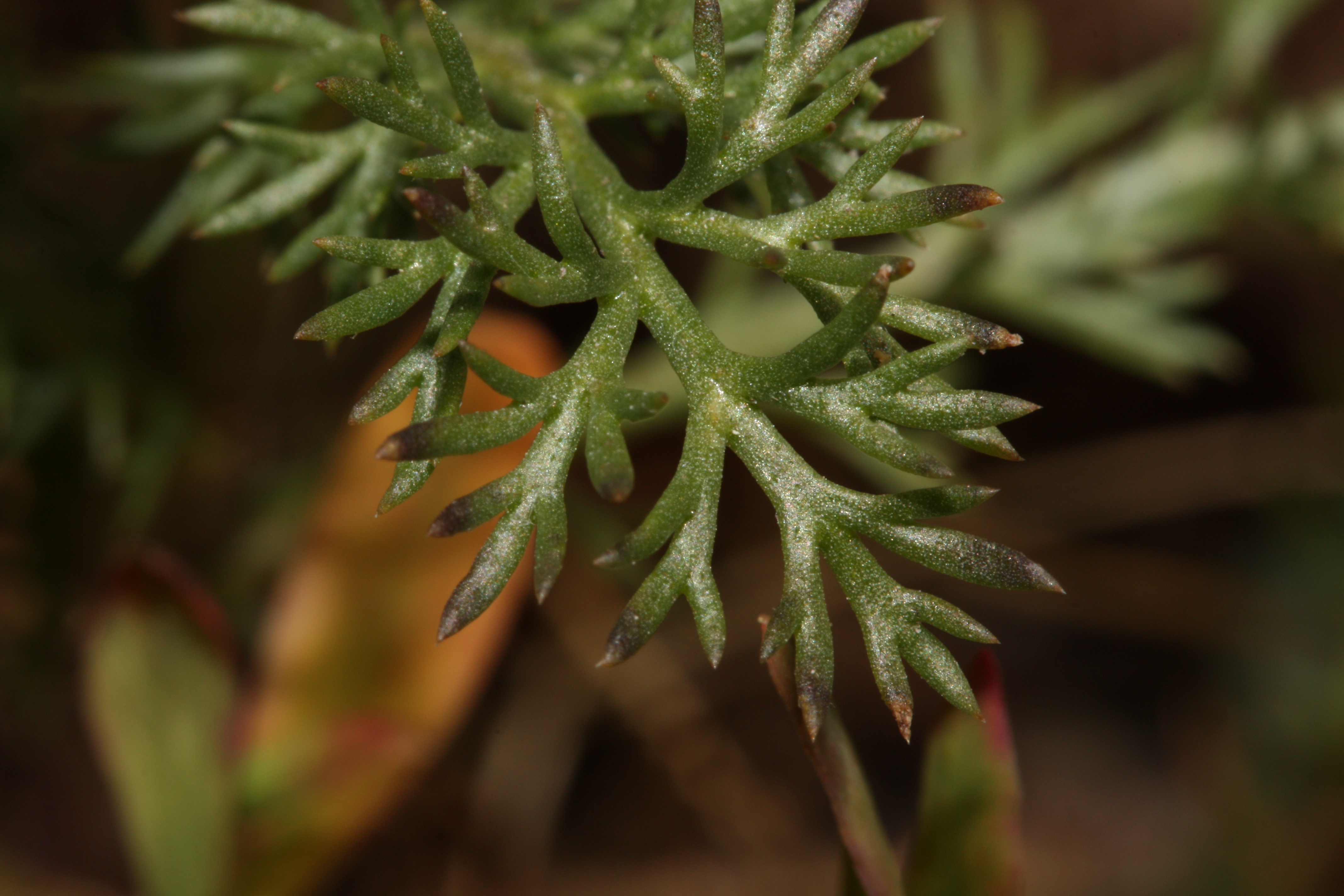
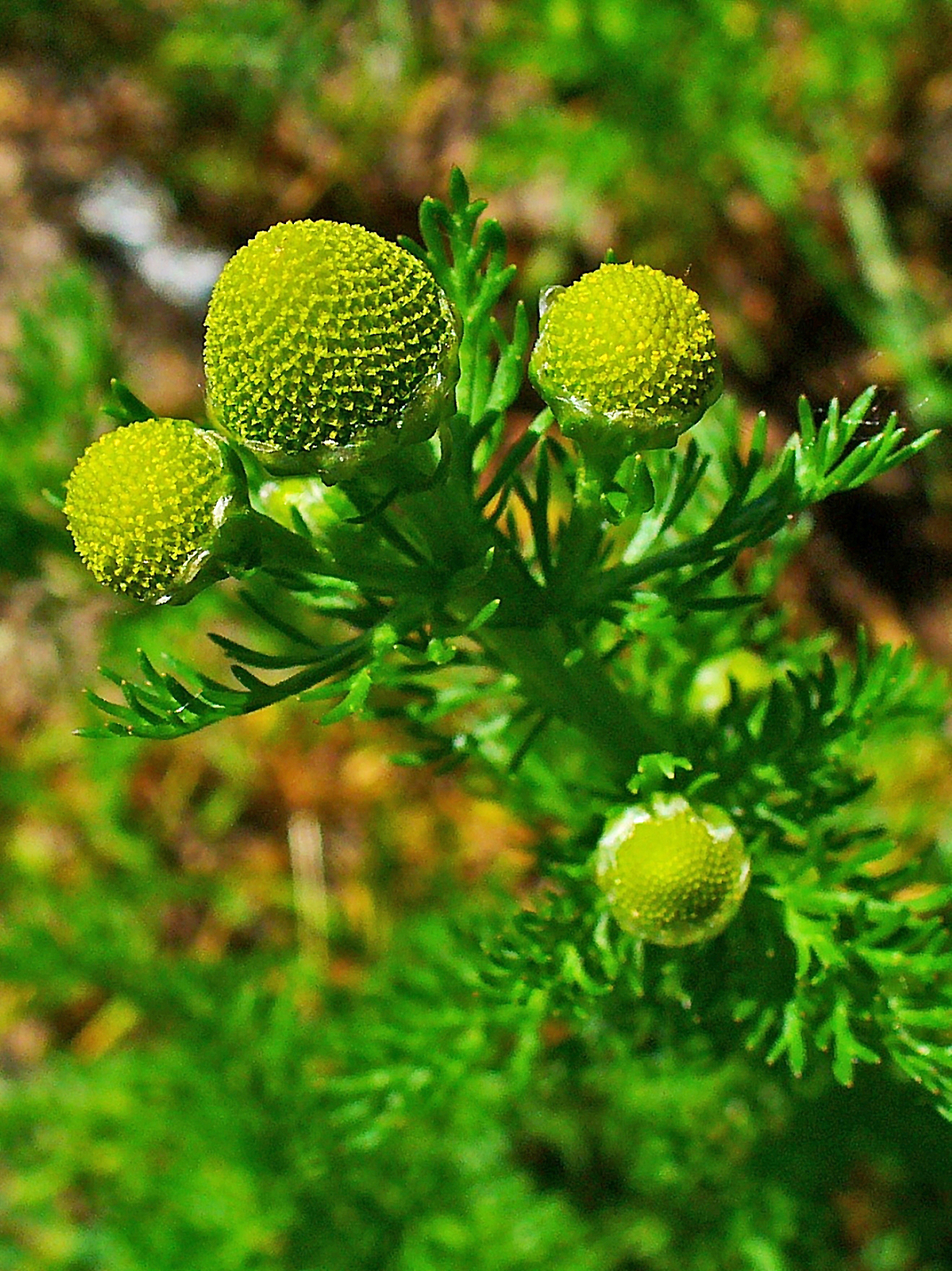